# Internazionali d'Italia 1962
Gli Internazionali d'Italia 1962 sono stati un torneo di tennis giocato sulla terra rossa. È stata la 19ª edizione degli Internazionali d'Italia. Sia il torneo maschile sia quello femminile si sono giocati al Foro Italico di Roma in Italia.

## Campioni

### Singolare maschile
Rod Laver ha battuto in finale  Roy Emerson con il punteggio di 6–2, 1–6, 3–6, 6–3, 6–1

### Singolare femminile
Margaret Smith  ha battuto in finale  Maria Bueno 8–6, 5–7, 6–4

### Doppio maschile
Neale Fraser /  Rod Laver  hanno battuto in finale   Ken Fletcher /  John Newcombe 11-9, 6–2, 6–4

### Doppio femminile
Maria Bueno /  Darlene Hard  hanno battuto in finale  Silvana Lazzarino / Lea Pericoli  6–2, 6–3

### Doppio misto
Lesley Turner /  Fred Stolle  hanno battuto in finale  Madonna Schacht / Owen Davidson  6–4, 6–1